# 12. Tony-gála
A 12. Tony-gála az 1957/1958-as szezon legjobb Broadway színházi alakításait értékelte. A díjátadót 1958. április 13-án tartották a New York-i Waldorf-Astoriaban, a műsor házigazdája Bud Collyer volt. A gálát ezuttal nem közvetítették élőben, amelynek oka a WCBS-TV ellen folytatott sztrájk volt.

## Győztesek és jelöltek
A nyertesek félkövérrel jelölve.
| Legjobb színdarab | Legjobb musical |
| --- | --- |
| - Napfelkelte Campobellóban – Dore Schary - The Dark at the Top of the Stairs – William Inge - Haragban a világgal – John Osborne - Look Homeward, Angel – Ketti Frings - Romanov és Júlia – Peter Ustinov - The Rope Dancers – Morton Wishengrad - Léocadia – Jean Anouilh, Patricia Moyes - Libikóka – William Gibson | - The Music Man - Jamaica - New Girl in Town - Oh, Captain! - West Side Story |
| Legjobb férfi főszereplő színdarabban | Legjobb női főszereplő színdarabban |
| - Ralph Bellamy – Napfelkelte Campobellóban (Franklin Delano Roosevelt) - Richard Burton – Léocadia (Albert herceg) - Hugh Griffith – Look Homeward, Angel (W.O. Gant) - Laurence Olivier – A komédiás (Archie Rice) - Anthony Perkins – Look Homeward, Angel (Eugene Gant) - Peter Ustinov – Romanov és Júlia (A tábornok) - Emlyn Williams – A Boy Growing Up (Előadó)                                                                                         | - Helen Hayes – Léocadia (Pont-Au-Bronc hercegnője) - Wendy Hiller – Boldogtalan Hold (Josie Hogan) - Eugenie Leontovich – The Cave Dwellers (A királynő) - Siobhán McKenna – The Rope Dancers (Margaret Hyland) - Mary Ure – Haragban a világgal (Alison Porter) - Jo Van Fleet – Look Homeward, Angel (Eliza Gant) |
| Legjobb férfi főszereplő musicalben | Legjobb női főszereplő musicalben |
| - Robert Preston – The Music Man (Harold Hill) - Eddie Foy Jr. – Rumple (Rumple) - Ricardo Montalbán – Jamaica (Koli) - Tony Randall – Oh, Captain! (Henry St. James) | - Thelma Ritter – New Girl in Town (Marthy Owen) (döntetlen) - Gwen Verdon – New Girl in Town (Anna Christopherson) (döntetlen) - Lena Horne – Jamaica (Savannah) - Beatrice Lillie – Ziegfeld Follies (További szereplők)                                                                                           |
| Legjobb férfi mellékszereplő színdarabban | Legjobb női mellékszereplő színdarabban |
| - Henry Jones – Napfelkelte Campobellóban (Louis McHenry Howe) - Sig Arno – Léocadia (Ferdinand) - Theodore Bikel – The Rope Dancers (Dr. Jacobson) - Pat Hingle – The Dark at the Top of the Stairs (Rubin Flood) - George Relph – A komédiás (Billy Rice) | - Anne Bancroft – Libikóka (Gittel Mosca) - Brenda de Banzie – A komédiás (Phoebe Rice) - Joan Blondell – The Rope Dancers (Mrs. Farrow) - Mary Fickett – Napfelkelte Campobellóban (Eleanor Roosevelt) - Eileen Heckart – The Dark at the Top of the Stairs (Lottie Lacey)                                          |
| Legjobb férfi mellékszereplő musicalben | Legjobb női mellékszereplő musicalben |
| - David Burns – The Music Man (Shinn) - Ossie Davis – Jamaica (Cicero) - Cameron Prud'Homme – New Girl in Town (Chris) - Iggie Wolfington – The Music Man (Marcellus Washburn) | - Barbara Cook – The Music Man (Marian Paroo) - Susan Johnson – Oh, Captain! (Mae) - Carol Lawrence – West Side Story (Maria) - Jackie McKeever – Oh, Captain! (Mrs. Maud St. James) - Josephine Premice – Jamaica (Ginger)                                                                                          |
| Legjobb rendező | Legjobb koreográfia |
| - Vincent J. Donehue – Napfelkelte Campobellóban - Morton DaCosta – The Music Man - Peter Hall – The Rope Dancers - George Roy Hill – Look Homeward, Angel - Elia Kazan – The Dark at the Top of the Stairs - Arthur Penn – Libikóka | - Jerome Robbins – West Side Story - Bob Fosse – New Girl in Town - Onna White – The Music Man |
| Legjobb díszlettervezés | Legjobb jelmeztervezés |
| - Oliver Smith – West Side Story - Boris Aronson – Púp a háton / Orpheus alászáll / The Rope Dancers - Ben Edwards – The Dark at the Top of the Stairs - Peter Larkin – Tizenévesek / Compulsion / Good as Gold / Miss Isobel - Jo Mielziner – The Day the Money Stopped / Look Homeward, Angel / Törtszív kisasszony / Oh, Captain! / The Square Root of Wonderful - Oliver Smith – Brigadoon / Carousel / Jamaica / Akt hegedűvel / Léocadia / West Side Story | - Motley – The First Gentleman - Lucinda Ballard – Orpheus alászáll - Motley – The Country Wife / The First Gentleman / Haragban a világgal / Look Homeward, Angel / Shinbone Alley - Irene Sharaff – West Side Story - Miles White – Jamaica / Oh, Captain! / Léocadia                                              |
| Legjobb karmester és zenei igazgató | Legjobb színpadi technikus |
| - Herbert Greene – The Music Man - Max Goberman – West Side Story | - Harry Romar – Léocadia - Sammy Knapp – The Music Man |

### Különdíjak
- New York Shakespeare Festival
- Mrs. Louise Beck (American Theatre Wing)
- Circle in the Square, Phoenix Theatre, Esther Hawley

## Műsorvezetők
A gálán az alábbi műsorvezetők működtek közre:
- Sydney Chaplin
- Greer Garson
- Judy Holliday
- Celeste Holm
- Nancy Kelly
- Mary Martin
- Elsa Maxwell
- Laurence Olivier
- Tyrone Power
- Martha Scott
- Phil Silvers
- Walter Slezak

## Fordítás
- Ez a szócikk részben vagy egészben  a(z)   12th Tony Awards című angol Wikipédia-szócikk fordításán alapul.  Az eredeti cikk szerkesztőit annak laptörténete sorolja fel. Ez a jelzés csupán a megfogalmazás eredetét és a szerzői jogokat jelzi, nem szolgál a cikkben szereplő információk forrásmegjelöléseként.